# 阿德拉大屠杀
阿德拉屠杀是一次叙利亚内战期间的屠杀事件，发生于2013年12月阿德拉镇的工业区，至少32名阿拉维派、什叶派、德鲁兹派和基督教教徒遇难。根据叙利亚政府和活动人士说法，这次屠杀是由恐怖組織努斯拉陣線和附屬於「伊斯兰阵线」的武裝組織伊斯蘭軍制造的。

## 过程
12月11日，根据目击者、活动人士和叙利亚国家电视台的报道，反对派武装伊斯兰阵线和努斯拉陣線攻入大马士革东北阿德拉镇的工业区，攻击居住着工人及家属的房屋。反对派依据这些人的宗教派别进行杀戮，针对的是阿拉维派、德鲁兹派、什叶派和基督教徒。这些人当中有的被枪杀，还有的则被斩首。这场杀戮持续到了第二天。总计大约有19到40人在反对派攻占阿德拉镇工业区后被杀害。还有18名亲政府民兵被杀，其中有5名是巴勒斯坦解放军的成员。在反对派试图杀害一个什叶派家庭成员时，一名什叶派教徒引爆了身上的炸药，炸死了他本人及其家人以及多名反对派武装分子。
12月3日，政府军包围了阿德拉镇，开始采取行动将该地区的反对派武装赶出。在当天政府军在该镇取得进展。行动持续到了第二天。
截止12月15日，总计有32名少数派人士在反对派对阿德拉的进攻中丧生，十余人失踪。叙利亚政府军宣称超过80人被伊斯兰武装分子杀害，而叙利亚外交部则声称超过100人被杀。俄罗斯记者报道叛乱武装挟持平民作为人盾，将包括儿童在内的居民活埋，还把一些人的头砍下挂在该镇一个广场的树上。
12月30日，据报道叙政府军从阿德拉解救了大约5000人，而在31日，叙利亚政府新闻社报道更多的人被解救，使得被解救的人数超过6000人。
在2014年1月中旬，据报道重新控制了阿德拉镇并打通了通往该镇的补给线。

## 各方反应
美国国务院指责了这起屠杀事件，并声称这是在阿德拉发生的最新的一起针对平民的屠杀事件。